# Ho Peng Yoke
Dans ce nom chinois, le nom de famille, Ho, précède le nom personnel Peng Yoke.
Ho Peng Yoke (chinois : 何丙郁 ; pinyin : Hé Bǐngyù), né le 4 avril 1926 dans la vallée de la Kinta (en) (Malaisie) et mort le 18 octobre 2014 à Brisbane (Australie), est un historien chinois. Il a grandement contribué à diffuser en Occident divers documents chinois des époques anciennes de par les traductions qu'il en a réalisées et commentées. Joseph Needham fut un de ses principaux collaborateurs et amis, ce qui lui valut naturellement d'être le directeur du Needham Research Institute (en) de 1990 à 2001.